# Dafni (mitologia)
Dafni (in greco antico: Δάφνις?, Dáphnis) è un personaggio della mitologia greca, figlio della ninfa Dafnide e del dio Ermes, nato in un bosco di alloro vicino alla vallata del fiume Irminio nel ragusano.

## Mitologia
In certe versioni del mito diventa l'amato pederastico di Hermes, piuttosto che suo figlio: Dafni è descritto e mostrato allora come un eromenos.
Famoso per la sua bellezza, di lui si presero cura Apollo, Pan e Artemide e dagli stessi apprese molte cose, fra le altre a comporre poesie bucoliche.
Divenne un pastore esperto e fu amato dalla ninfa Achenais, che gli fece giurare di non esserle mai infedele. La rivale di Achenais, Chimera, riuscì però a sedurre Dafni ubriaco, così che la ninfa lo punì privandolo della vista. Dafni concluse i propri giorni intonando tristi pastorali, di cui è considerato l'inventore. Cercò di uccidersi buttandosi da una rupe (la Rocca di Cefalù), ma il dio Dioniso lo salvò trasformandolo in pietra.
Un'altra versione del mito dà alla ninfa napea il nome di Nomía, alla quale è anche attribuita la trasformazione di Dafni in statua di pietra presso Cefalù.
Secondo il Ciaceri la leggenda di Dafni è uno di quei casi in cui un culto indigeno preesistente è stato trasformato ed adattato dalla civiltà greca. Dafni ci si presenta infatti come la personificazione della vita pastorale degli antichi Siculi (Emanuele Ciaceri, Culti e miti nella storia dell'antica Sicilia).

## Omonimia
Questo Dafni non va confuso con l'omonimo protagonista del romanzo Gli amori pastorali di Dafni e Cloe di Longo Sofista tradotto da Annibale Caro.